# Adolf Faller
Adolf Faller (* 14. März 1913 in Basel; † 16. August 1989 in Freiburg im Üechtland; katholisch, heimatberechtigt in Basel) war ein Schweizer Arzt, Anatom, Medizinhistoriker und Hochschullehrer.

## Leben
Adolf Faller, Sohn des Kaufmanns Hermann Faller, begann nach dem Besuch des Gymnasiums in Einsiedeln 1933 ein Philosophie- und Biologiestudium an der Universität Löwen, anschliessend sattelte er in Freiburg, Berlin, München und Basel auf ein Medizinstudium um, das er 1940 mit dem Erwerb des Doktorgrades in Basel abschloss. Seit seiner Studienzeit in Freiburg war er Mitglied der Studentenverbindung AV Fryburgia im Schweizerischen Studentenverein.
In der Folge war er zunächst bis 1944 als Assistent tätig, ein Jahr später habilitierte er sich für Anatomie, Histologie und Embryologie. 1946 zum ausserordentlichen Professor ernannt, wirkte er schliesslich von 1949 bis 1978 als ordentlicher Professor und Direktor des Anatomischen Instituts an der Universität Freiburg.
Adolf Faller, der seit 1949 mit der Französin Marie-Jeanne geborene Ginsonie d’Arches verheiratet war, verstarb am 16. August 1989 im Alter von 76 Jahren in Freiburg.

## Wirken
Adolf Faller war ein hochgeschätzter akademischer Lehrer. Er  veröffentlichte zu morphologischen, historischen und ethischen Problemen. Zudem erwarb er sich besondere Verdienste in der Forschung über Niels Stensen. Sein Lehrbuch Der Körper des Menschen wurde zahlreich aufgelegt und in viele Sprachen übersetzt; seit 1995 wird es von Michael Schünke und dessen Ehefrau Gabriele Schünke fortgeführt.

## Ehrung
- 1955 Ritter des Gregorius-Ordens

## Werke (Auswahl)
- Histochemische Untersuchungen über das Vorkommen von Ascorbinsäure im Hoden und Nebenhoden von Ratten verschiedener Lebensalter. Leipzig: Becker & Erler Kom.-Ges. 1941. (Diss. med. Basel).
- Die fibrillären Strukturen des menschlichen Epikards und ihre Bedeutung für die Verformung des Herzens. Zürich: Buchdr. Fluntern 1944. (Habilitationsschrift Med. Univ. Zürich).
- Die Entwicklung der makroskopisch-anatomischen Präparierkunst von Galen bis zur Neuzeit. Basel: S. Karger 1948.
- Der Körper des Menschen. Stuttgart: Georg Thieme Verlag 1980. ISBN 3-13-329709-0